# Condado de Webster (Mississippi)
O Condado de Webster é um dos 82 condados do estado norte-americano do Mississippi. A sede de condado é Walthall e a sua maior cidade é Eupora.
O condado tem uma área de 1096 km² (dos quais 3 km² estão cobertos por água), uma população de 10 294 habitantes, e uma densidade populacional de 9 hab/km² (segundo o censo nacional de 2000). O condado foi fundado em 1802 e recebeu o seu nome em homenagem ao estadista Daniel Webster (1782-1852), do período Antebellum, líder do Partido Whig, Secretário de Estado, senador e candidato à presidência.